# Saint-Didier-sous-Riverie
Saint-Didier-sous-Riverie foi uma comuna francesa na região administrativa de Auvérnia-Ródano-Alpes, no departamento de Ródano. Estendia-se por uma área de 13,9 km², com 1 148 habitantes, segundo os censos de 1999, com uma densidade de 82 hab/km².
Em 1 de janeiro de 2017, passou a formar parte da nova comuna de Chabanière.